# Gurdon Saltonstall

Gurdon Saltonstall

Gurdon Saltonstall (* 27. März 1666 in Haverhill, Massachusetts Bay Colony; † 20. September 1724 in New London, Colony of Connecticut) war der Gouverneur der Colony of Connecticut zwischen 1707 und 1724.

## Werdegang
Gurdon Saltonstall, Sohn von Nathaniel und Elizabeth (Ward) Saltonstall, wurde am 27. März 1666 in Haverhill, Massachusetts geboren. Seine Familie war in Massachusetts Politik aktiv, seit sein Großvater, Sir Richard Saltonstall, im Court of Assistants der Massachusetts Bay Colony in den 1630ern tätig war. Nachdem Gurdon 1684 an der Harvard University mit einem Bachelor of Arts graduierte, studierte er anschließend Theologie. Er machte 1687 seinen Master of Arts, ebenfalls an der Harvard University und wurde 1688 Gemeindepastor von New London. Als solcher wurde er der Pastor von Gouverneur Fitz-John Winthrop, eine Stellung, die ihn zu Winthrops Sekretär, Bevollmächtigten und schließlich engen Freund machte. Dadurch erlangte er beachtliches Fachwissen über die Arbeitsabläufe von Connecticuts Regierung. Nach Winthrops Tod am 27. November 1707 traf sich die General Assembly in einer Sondersitzung im Dezember und wählte Saltonstall zum Gouverneur, obwohl er zuvor niemals in einem politischen Amt gedient hatte.
Ein Ausschuss wurde nach New London geschickt, um Saltonstall von seiner Wahl zu benachrichtigen und um den Amtseid zu vollstrecken, wenn er die Stellung akzeptierte. Da seine offizielle Annahme nicht vor dem 1. Januar 1708 verzeichnet war, ist nicht eindeutig, ob er seinen Dienst früher als zu diesem Zeitpunkt antrat. Da keine Person bei der Frühlingswahl in Connecticuts Kolonialregierung gewählt werden könnte, wenn nicht deren Name auf der Liste der zwanzig Kandidaten im vorangegangenen Herbst stand, wurde ein Sondergesetz erlassen, dass einen früheren nicht aufgelisteten Kandidaten als Gouverneur für die Wahl zuließ. Dies erlaubte Saltonstall im Mai 1708 gewählt zu werden.
Bis zu diesem Zeitpunkt sind Connecticuts Legislativberichte und offiziellen Bekanntmachungen in Boston gedruckt worden. Die Notwendigkeit anerkennend, Bekanntmachungen für Fastenzeiten und Thanksgiving Tage an Kirchengemeinden, sowie Sitzungsberichte vom General Court an Städte zu verteilen, und dies in einer weit zeitgemäßeren und leistungsfähigeren Methode, veranlasste Saltonstall im Sommer 1708 nach Boston zu schreiben und dort nach einem Kandidaten zu suchen, der Connecticuts erster Drucker werden sollte. Im Oktober 1708 ernannte der General Court Thomas Short, Schwager von Bostons Drucker Bartholomew Green, zum ersten Drucker der Colony.
Gurdon Saltonstall war ein sozial-konservativer Politiker und ein standfester Gläubiger einer althergebrachten Obrigkeit. Als Gouverneur bemühte er sich bis zuletzt um Connecticuts Opposition, die aus einigen englischen Kolonialpolitikern bestand, und war entscheidend den kolonialen Einfluss bei militärischen Vorgehen gegen die Franzosen und Indianer in Queen Anne’s War zu vergrößern. Dies brachte höhere Sicherheit für Connecticuts Bewohner. Überdies wurde Connecticuts Unterstützung der englischen Politik als Zeichen einer loyalen Kolonie angesehen und Englands Standpunkt gegenüber der Charter of the Colony of Connecticut war nun mehr positiv. Die Colony of Connecticut erfreute sich besserer Beziehungen mit England als es seit einigen Dekaden der Fall war. Die Kehrseite war eine umfangreiche Verschuldung.
Saltonstalls Glaube an eine höhere Autorität führte zu weiten Reformen innerhalb der Congregational Church. Während seiner Amtszeit segnete die General Assembly eine Tagung von 12 Pfarrern und vier Stadtbewohner bei Saybrook ab, die Vorgaben für die Umgestaltung der Congregational Church in Connecticut entwickeln sollten. Die Beschlüsse, die bei dieser Tagung gefasst wurden, wurden als die Saybrook Platform bekannt und waren zu Sicherung doktrineller Reinheit und Einheitlichkeit gedacht. Den Pastoren wurden größere Befugnisse über ihre Gemeinden gegeben und die „Associations“ von Pfarrern, Kirchenältesten, „Consociations“, sowie Uniting Churches auf County Level, wurden geschaffen, um die individuellen religiösen Vereinigungen zu überwachen. Die Folge war eine konstruierte Nähe zu Presbyterianismus als zum traditionellen Congregationalismus. Saltonstall entschied auch bei diesem Treffen, dass das frischgebackene College bei Saybrook nach New Haven umziehen sollten, wo es später nach seinem größten Stifter, Elihu Yale, benannt wurde.
Als Gurdon Saltonstalls Administration voranschritt, führte sein Drängen nach Anerkennung einer bestehenden Macht zu Auseinandersetzungen mit James Fitch, einem populistischen politischen Führer und Grundstücksspekulant aus Norwich. Die Auseinandersetzungen gingen von zwischenmenschlichen zu politischen Kämpfen zwischen zwei legislativen Häusern. Ein Beispiel dieses Problems fand 1723 nach dem Tod von Nathan Gold statt, der seit 1708 Vizegouverneur gewesen war. Beide Häuser wünschten eine Rolle dabei zu spielen, wer ihn ersetzen würde. Eine Lösung wurde schließlich erzielt, als beide Gruppen Joseph Talcott aus Hartford akzeptierten. Die öffentliche Kritik an der Regierung wuchs und Saltonstall, der sich als ein treuer Vertreter einer höheren Macht ansah, nahm die Kritik persönlich. Mehr als einmal drohte er damit als Gouverneur zurückzutreten, falls nicht der inländischen Tumult bezüglich der Regierung aufhöre.
Gurdon Saltonstall war drei Mal verheiratet. Seine erste Ehe ging er mit Jerusha Richards ein, Tochter von James Richards aus Hartford. Sie starb am 25. Juli 1697 in Boston, Massachusetts. Danach heiratete er eine Elizabeth Rosewell, Tochter von William und Catherine (Russell) Rosewell. Sie verstarb am 12. September 1710. In dritter Ehe war er mit Mary (Whittingham) Clarke, Tochter von William und Mary (Lawrence) Whittingham, und Witwe von William Clarke aus Boston, verheiratet. Sie überlebte Gurdon Saltonstall und verstarb am 23. Januar 1730 in Boston. Er hatte zehn Kinder (jeweils fünf von seinen ersten beiden Ehefrauen), von denen aber nur sieben das Erwachsenenalter erlebten.
Gurdon Saltonstall verstarb am 20. September 1724 in New London. New London hatte die Colony of Connecticut seit 44 der vorhergegangenen 67 Jahren mit Gouverneuren versorgt, so dass Saltonstall mit einer eindrucksvollen Zeremonie auf dem „Ancient Cemetery“ beigesetzt wurde. Ein Sondergesetz wurde durch die General Assembly verabschiedet, das beiden Häusern es erlaubte seinen Nachfolger zu wählen. Joseph Talcott wurde ausgewählt, ein Kompromiss, der Saltonstall erfreut hätte.
Nach Gouverneur Saltonstall wurde eine Straße in New Haven und East Haven benannt. Es ist auch zu vermuten, dass Lake Saltonstall, der sich im Grenzgebiet von East Haven und Branford befindet, auch nach ihm benannt wurde.